# Spilopsocus annulatus
Spilopsocus annulatus är en insektsart som beskrevs av Courtenay N. Smithers 1969. Spilopsocus annulatus ingår i släktet Spilopsocus och familjen fransgaffelstövsländor. Inga underarter finns listade i Catalogue of Life.